# Nationalpark Yasuní

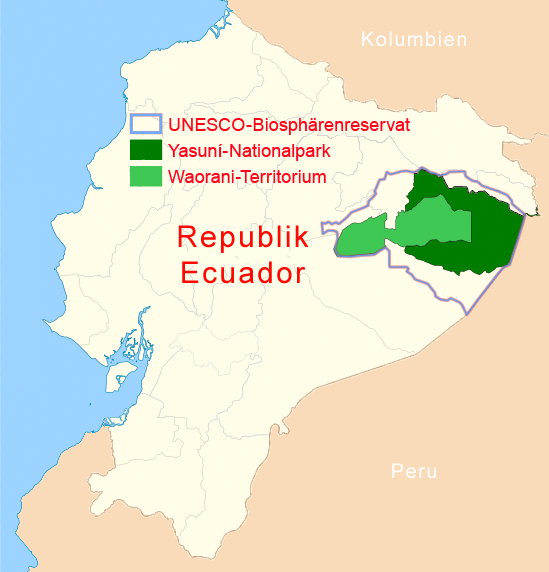
Lage in Ecuador

Der Nationalpark Yasuní (spanisch Parque Nacional Yasuní) ist der größte Nationalpark in Ecuador mit einer Fläche von 10.227,37 km² und einer Kernfläche von ca. 5000 km².

## Lage und Bedeutung
Der Nationalpark liegt zwischen den Flüssen Río Napo und Curaray in den Provinzen Orellana und Pastaza, 250 km von Quito entfernt. Zum Nationalpark gehört der gleichnamige Río Yasuní, ein Nebenfluss des Napo. Der Park wurde 1979 von der ecuadorianischen Regierung ausgewiesen. 1989 wurden der Nationalpark, das angrenzende 7580 km² große Indianerreservat und weitere umliegende Gebiete auf einer Gesamtfläche von 23.661,8 km² von der UNESCO zum Biosphärenreservat Yasuní erklärt.
Das gesamte Gebiet gehört nach der Definition der WWF-Ökoregionen zu den Napo Feuchtwäldern, die sich mit einer Gesamtfläche von stark 250.000 km² vom Südwesten Kolumbiens über das Amazonastiefland Ecuadors bis ins nordwestliche Tiefland Perus erstrecken.
Das Klima ist ganzjährig durch hohe Temperaturen von durchschnittlich 24 bis 27 °C gekennzeichnet und weist im Verhältnis zum übrigen Amazonien (~2400 mm) deutlich höhere jährliche Niederschläge von ~3200 mm und eine relativ hohe Luftfeuchtigkeit von durchschnittlich 80 bis 94 % auf.
Die Yasuní-Schutzgebiete sind von globaler Bedeutung für den Naturschutz. Durch ihren in weiten Teilen unbeeinflussten Wildnis-Zustand, durch die intakte Vielfalt an höheren Wirbeltieren in einer Region, in der sonst strenge Schutzgebiete fehlen, rückte der Park in das Interesse zahlreicher Forscher und Naturschutz-NGOs. Dazu zählen auch die Folgen des Klimawandels auf diese Region des Amazonasgebietes.

## Ökologie und Artenvielfalt

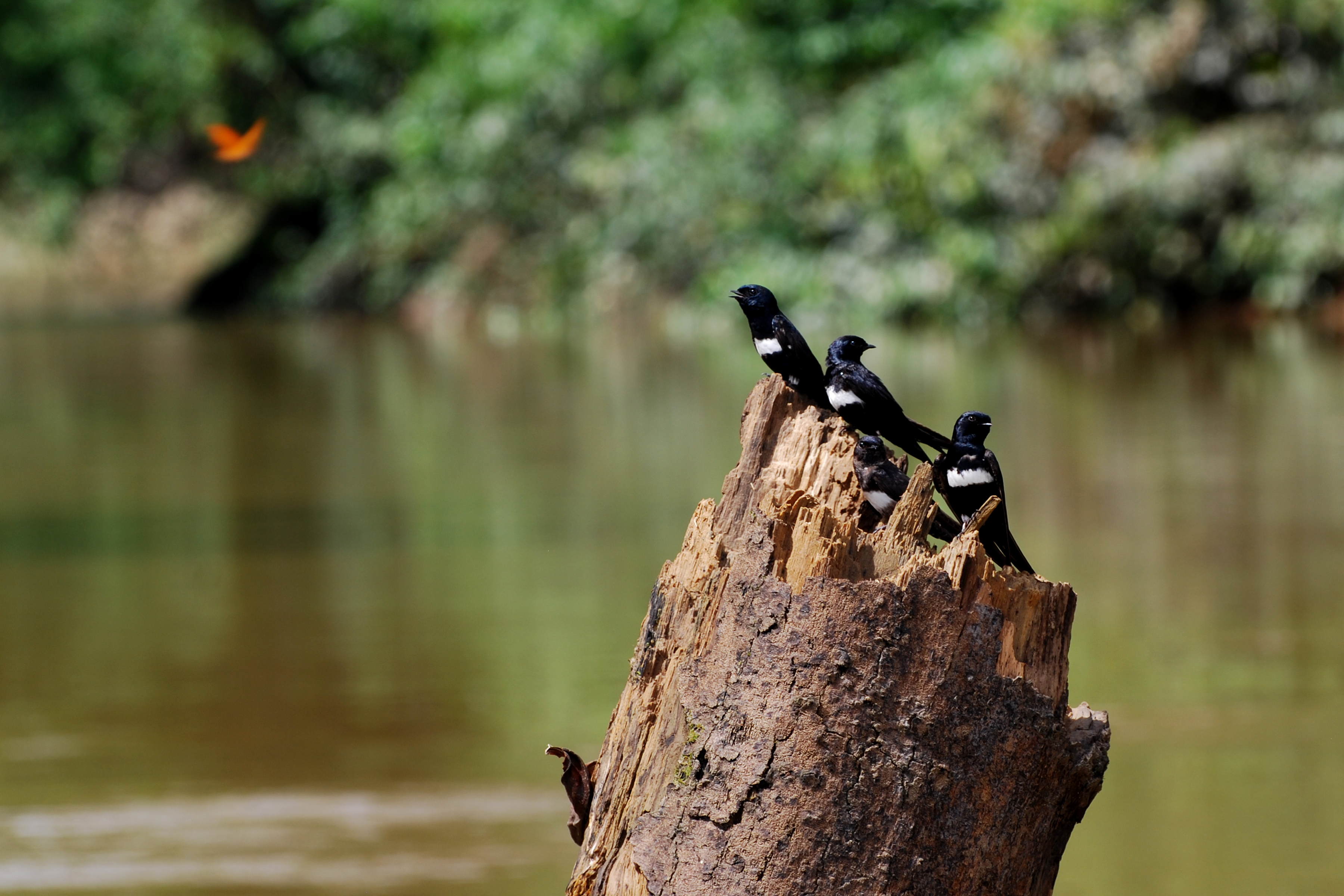
Weißbandschwalbe in einem Baumstamm am Ufer des Río Tiputini.

Die Yasuní-Region ist fast ausschließlich mit feuchten tropischen Regenwäldern bestanden. Einige häufigere Baumarten sind etwa Macrolobium acaciifolium, Coussapoa trinervia, Licania sp. und Eugenia sp. Auf nicht überschwemmtem Land wächst der Terra-Firme-Wald auf periodisch überschwemmten Flächen; Varzea- und Irapo-Wald in ständig überfluteten Bereichen. In den kleinflächigen Agroökosystemen wird Kaffee, Maniok, Reis und Zuckerrohr angebaut. Die Fledermaus-Art Lophostoma yasuni ist eine beispielhafte endemische Art in diesem Nationalpark.
Yasuní gehört zu den globalen Biodiversitäts-Hotspots. Die Wissenschaftler sind sich angesichts der außergewöhnlichen Artenvielfalt – darunter zahlreiche endemische, seltene und zum Teil stark gefährdete oder gar vom Aussterben bedrohte Arten –, dem guten Erhaltungszustand und seines Status als kulturellem Erbe über den einzigartigen Wert des Parks einig.
Bei insgesamt 2.274 Baum- und Buscharten finden sich in diesem Park auf einem einzigen Hektar 644 identifizierte Arten. Das sind mehr als alle einheimischen Baumarten der Vereinigten Staaten und Kanadas zusammen und gilt als die mit Abstand weltweit höchste Anzahl von Baumarten pro Hektar. Man hat zudem 593 Vogelarten registriert, sodass der Park auch in dieser Hinsicht zu den artenreichsten Orten der Welt gehört. Es gibt außerdem 80 Fledermausarten, 150 Amphibien- und 121 Reptilienarten, sowie mehr als 4000 verschiedene Gefäßpflanzen pro 1.000.000 Hektar. Nirgendwo sonst auf dem Planeten gibt es mehr Insektenarten als hier. Man schätzt sie auf 100.000 Arten pro Hektar. In der Flora und Fauna gibt es zudem einen hohen Anteil endemischer Arten.
Obwohl der Yasuni-Nationalpark nur 0,15 % der Gesamtfläche Amazoniens einnimmt, kommen dort rund ein Drittel aller amazonischen Reptilien-, Vogel- und Säugetierarten vor, sowie mehr als ein Viertel aller Amphibienarten und rund ein Siebtel aller Fischarten Amazoniens. Sie weisen ein kontinentales und zum Teil globales Maximum in ihrer Artenvielfalt auf.
Der durch den Klimawandel verursachte Temperaturanstieg wird voraussichtlich vergleichsweise gemäßigt ausfallen, wodurch der Park besondere Bedeutung für den zukünftigen Artenschutz gewinnt. Diese Eigenschaften des Nationalparks haben verschiedene Ursachen wie die Stabilität seines Klimas, die großen Niederschlagsmengen und die hohen und über die Jahreszeiten gleichmäßigen Temperaturen. Die unterschiedlichen Böden haben verschiedenartige Ökosysteme sowohl in den trockenen als auch in den überschwemmten Urwaldgebieten hervorgebracht. Es ist überdies erwähnenswert, dass Yasuní eines der pleistozänen Refugien bildete. In dieser erdgeschichtlichen Phase vor 1,8 Millionen Jahren bis 10.000 Jahren kühlte sich das Klima drastisch ab und ein Großteil des Amazonasgebiets verwandelte sich in eine Steppenlandschaft. Die Arten konzentrieren sich an wenigen Orten, den so genannten pleistozänen Refugien, in denen sich – wie in Yasuní – der Regenwald erhielt, und sich neue Arten entwickelten und ausbreiteten.

## Indigene

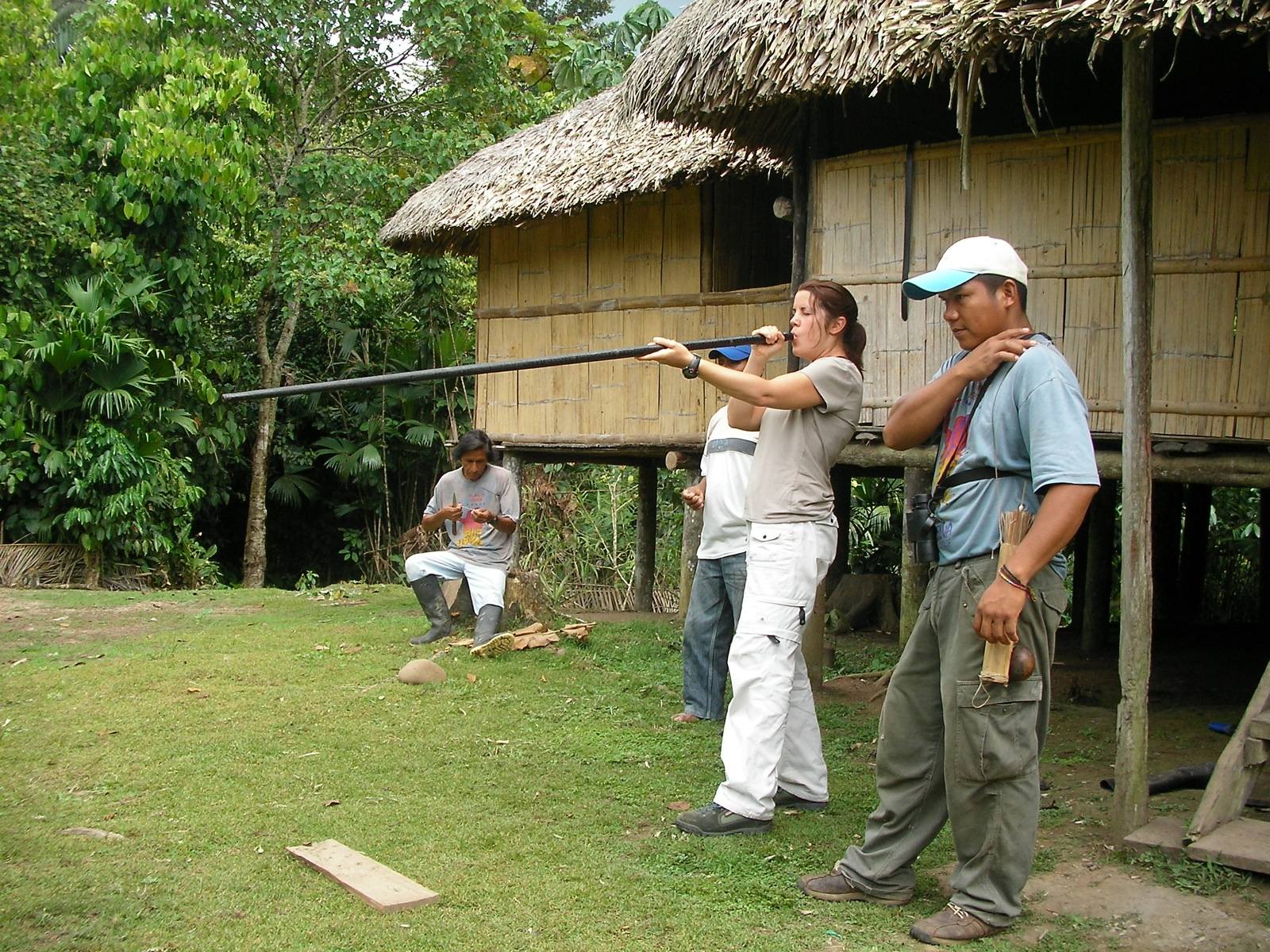
Demonstration eines Blasrohres.

Seit alters her ist die Yasuní-Region Wohngebiet der Huaorani-Indianer, die uneingeschränkte Nutzungsrechte am Nationalpark haben. In den Parkgrenzen (in der Nähe der Ölstraße „Vía Maxus“) liegen einige wenige ihrer Siedlungen. Trotz eines erheblichen Kulturwandels seit den 1960er Jahren nutzen sie das Land vorwiegend als Jäger und Sammler mit ergänzendem traditionellen Pflanzenbau. Darunter sind auch mindestens zwei kaum kontaktierte Gruppen, die in freiwilliger Isolation von der restlichen Welt ihre Kultur bewahren wollen: die Tagaeri und Taromenane, die beide zur Ethnie der Huaorani gehören. Besonders die isolierten Gruppen werden durch die illegale Holzmafia bedroht und wären bei einer Ausbeutung der unerschlossenen Ölvorkommen sehr wahrscheinlich zum Untergang verurteilt.
Insbesondere durch die Interessen der Ölkonzerne und anderer kommerzieller Akteure gibt es anhaltende Konflikte zwischen ihnen, den Huaorani und anderen indigenen Ethnien, die im Randbereich des Nationalparks leben (Kichwa, Shuar u. a.). Etliche weitere Interessensgruppen wie Missionare, Siedler, Naturschützer, Menschenrechtler, staatliche Behörden, Militärs und Ethnologen machen den Yasuní zu einem international bekannten Spannungsfeld.

## Umwelt, Klimapolitik
Um mögliche Erdölvorkommen zu erkunden, wurden vor 2007 in dem Nationalpark Probebohrungen vorgenommen, wobei man drei Ölquellen entdeckte und Ishpingo, Tambococha und Tiputini nannte. Nach den Anfangsbuchstaben wird das Erdölgebiet ITT genannt.

### Planungen von 2007 bis 2013 (Yasuní-ITT-Initiative)
Trotz der Einrichtung der Schutzgebiete bestanden von Anfang an staatliche Interessen an der Erdölförderung in der Region. Bereits 1990 wurde ein Teil des Parks umgewidmet und dem neuen Indianerreservat zugeschlagen. Auf diese Weise wurde dem US-amerikanischen Maxus-Konzern die Ölförderung ermöglicht.
Die ecuadorianische Regierung hegte ab 2007 Pläne, zugunsten von Umwelt, Klimaschutz und der indigenen Bevölkerung auf die Ausbeutung des großen ITT-Erdölfeldes im Osten des Nationalparks zu verzichten und sich von der internationalen Gemeinschaft für die Hälfte der entgangenen Erdöleinnahmen entschädigen zu lassen. Dies würde während 30 Jahren schätzungsweise 350 Millionen US-Dollar pro Jahr ausmachen, welche für die nachhaltige Entwicklung des Landes verwendet werden sollen.
Der amerikanische Biologe Clinton Jenkins von der Duke-Universität sah in der Angelegenheit einen Testfall für die Weltgemeinschaft zur Bereitschaft, angemessen für Klima- und Umweltschutz zu zahlen. Einige Journalisten und Politiker halten die Drohung des Staates Ecuador, ein eigenes Biosphärenreservat und den Lebensraum der indigenen Bevölkerung des Landes bei Nichtausgleich der wirtschaftlichen Interessen durch die Weltgemeinschaft zu zerstören, für unmoralisch, was eine kontroverse Diskussion über Moral und Ökologie ausgelöst hat.
Die Erdölvorkommen im Nationalpark Yasuní wurden 2008 auf 412 Millionen bis 930 Millionen Barrel geschätzt. Wenngleich das einen Milliarden-Wert darstellt, deckt es den Welterdölbedarf bei einer durchschnittlichen täglichen Fördermenge von 72,3 Millionen Barrel im Jahr 2007 nur für wenige Tage. Neuesten Schätzungen zufolge enthält der ITT-Block 846 Millionen Barrel förderbares Schweröl Grad 14.7°API. Bei einer Ausbeutung dieses Feldes würden geschätzte 13 Jahre lang ungefähr 107.000 Barrel täglich gefördert werden. Danach würde die Produktion weitere zwölf Jahre lang allmählich auslaufen. Obwohl die bewiesenen Reserven des ITT-Feldes 944 Millionen Barrel ausmachen, gibt es mögliche zusätzliche Reserven in Höhe von 1,53 Milliarden Barrel, deren Umfang jedoch bisher nicht bestimmt werden konnte, da keine seismischen 3D-Prospektionen durchgeführt worden sind. Dieser Sachverhalt spielt in der Diskussion um den Verzicht auf die Ausbeutung des Vorkommens zu Gunsten des Erhalts des Biosphärenreservats eine Rolle.
Der Deutsche Bundestag unterstützte einen Verzicht auf die Ausbeutung des Ölfeldes gegen einen wirtschaftlichen Interessensausgleich.
Da sich künftige Generationen und Regierungen in Ecuador in der Frage der Nutzung der Erdölvorkommen anders entscheiden könnten, soll auch diese Möglichkeit in einem Vertrag berücksichtigt werden. Das gesamte angestrebte Vertragswerk ist auch in juristischer Hinsicht ein Pilotprojekt.
Nachdem Präsident Rafael Correa im Januar 2010 damit drohte, innerhalb von sechs Monaten mit der Ölförderung im ITT-Gebiet zu beginnen, traten der Außenminister sowie die gesamte Verhandlungskommission der Regierung zurück. Das Projekt stand damit auf der Kippe – zumal gleichzeitig die Vorbereitungen für den „Plan B“ (die Förderung des Erdöls) unvermindert weitergingen.
Mit der sogenannten Yasuní-ITT-Initiative hätte Ecuador sich international bindend verpflichtet, die Erdölreserven des ITT-Felds für immer im Boden zu belassen. Auf diese Weise wäre die Emission von 407 Millionen Tonnen CO2 in die Atmosphäre vermieden worden, die sonst durch die Verbrennung des geförderten Erdöls entsteht. Der tatsächliche Wert der vermiedenen Emissionen ist noch größer, wenn die Auswirkungen der mit der Förderung direkt und indirekt einhergehenden Entwaldung, die Emissionen aus der Nutzung und dem Bau der Infrastruktur und das Methan, das durch die Viehwirtschaft der neu besiedelten Gebiete entsteht, sowie weiterer Quellen mitgerechnet werden. Der Wert der CO2-Emissionen ist beträchtlich: Er übersteigt die jährlichen Emissionen Brasiliens (332 Mio. Tonnen) und Frankreichs (373 Mio. Tonnen) und entspricht den von Ecuador in 13 Jahren verursachten Emissionen (29 Mio. Tonnen). Wenn man den jüngsten Wert der Emissionsreduktionszertifikate (CER) von US$17,66 pro Tonne auf dem europäischen Markt zugrunde legt, beträgt der finanzielle Wert der Emissionen, die durch die Initiative vermieden hätte werden können US$7.188 Milliarden.
Das Klimabündnis Österreich gab im Februar 2010 eine Unterstützungserklärung ab. Zudem forderte das europäische Städtenetzwerk Klima-Bündnis im April 2010 die EU und ihre Mitgliedsstaaten auf, „die Yasuní-Initiative finanziell so zu unterstützen, dass sie den europäischen Anteil innerhalb der Industrieländer aufbringen“.
Am 10. Oktober 2012 traf das BMZ im Rahmen der Entwicklungszusammenarbeit zwischen der Bundesrepublik Deutschland und Ecuador eine Vereinbarung zum Schutz des Yasuní-Gebietes, die sich auf das REDD-Modell („Reducing Emissions from Deforestation and Degradation“, dt. etwa „Verringerung von Emissionen aus Entwaldung und zerstörerischer Waldnutzung“) stützt. Bundesentwicklungsminister Dirk Niebel, der sich immer wieder gegen die Initiative ausgesprochen hatte betonte dabei, dass sich Deutschland nicht an Zahlungen zur Unterlassung der Waldvernichtung beteiligen würde, sondern ein Modell erarbeitet habe, das aktives Tun belohne. Deutschland wird 24,5 Millionen Euro für den Schutz der Biodiversität und der indigenen Völker bereitstellen. Damit wird das ecuadorianische Waldschutzprogramm „Socio Bosque“ unterstützt, das neben dem Naturschutz auch Maßnahmen zur Stärkung einer nachhaltigen Entwicklung der lokalen Wirtschaft der Region vorsieht.
Am 16. August 2013 verkündete Ecuadors Präsident Rafael Correa in einer Fernsehansprache, dass die ITT-Blöcke für Ölbohrungen freigegeben werden. Er begründete dies mit dem Scheitern der internationalen Gemeinschaft, die erwarteten finanziellen Mittel bereitzustellen. Zum Zeitpunkt der Verkündung seien nur etwa 335 Millionen Dollar zugesagt und lediglich 13,3 Millionen tatsächlich eingezahlt worden. Die eingezahlten Beiträge sollen nun zurückgezahlt werden. Am 3. Oktober 2013 stimmte das Parlament mit 108 gegen 25 Stimmen dem Regierungsvorschlag zu, die Ölbohrungen unter Auflagen zu erlauben. Auch von den Ölbohrungen betroffene Ureinwohner waren skeptisch gegenüber der ITT-Initiative, da sie nicht konsultiert wurden und befürchteten, dass das meiste Geld nicht ihnen zugutegekommen, sondern für politische Projekte von Präsident Correa verwendet worden wäre. 2014 wurde berichtet, dass die Ölförderung spätestens 2016 beginnen solle.

### Referendum von 2023
Seit Oktober 2013 gab es Bestrebungen, ein Referendum gegen die Ölförderung im Yasuní-Nationalpark durchzuführen. Dieses Referendum wurde zehn Jahre lang verschleppt, bis das ecuadorianische Verfassungsgericht im Mai 2023 grünes Licht gab. Im Vorfeld sprach sich Bergbau- und Energieminister Fernando Santos für eine Fortsetzung der Förderung aus, während die ehemalige Finanzministerin Wilma Salgado entgegenhielt, dass durch die Abschaffung von Steuerprivilegien für Wohlhabende und Konzerne dem Staatshaushalt viermal so viel Geld zukommen würde, wie durch den durchschnittlichen Jahresgewinn aus der Erdölförderung.
Das Referendum wurde am 20. August 2023 mit einer Mehrheit von 59 % angenommen. Das bedeutet, dass binnen 365 Arbeitstagen alle Förderanlagen im ITT genannten Bereich zurückgebaut und die Bohrlöcher versiegelt werden müssen.
Rund ein Jahr nach dem Volksentscheid zur Beendigung der Ölförderung schloss der Staatskonzern Petroecuador im August 2024 das erste Bohrloch im Gebiet. Die indigenen Gemeinschaften der Region werfen der Regierung dennoch vor, die Stilllegung des Fördergebiets zu verschleppen. Die Regierung Ecuadors beantragte beim Verfassungsgericht kurz zuvor eine Verlängerung der Schließungsfrist bis November 2029.